# Černá listová skvrnitost stračky
Černá listová skvrnitost stračky je houbová choroba rostlin způsobená houbou Phoma ajacis z řádu zďovkotvaré Pleosporales Patogen napadá obvykle rostlinu stračka (Delphinium × cultorum).

## EPPO kód
PHYSAJ

## Synonyma patogena

### Vědecké názvy
Podle EPPO je pro patogena s označením Phoma ajacis používáno více rozdílných názvů, například Phyllosticta ajacis.

## Zeměpisné rozšíření
Patogen široce rozšířen v Eurasii.

### Výskyt v Česku
Phoma ajacis patří mezi nejvýznamněješí patogeny pěstovaných kultivarů druhu stračka  (Delphinium × cultorum) v ČR.

## Hostitel
Na druhu stračka (Delphinium).
- stračka (Delphinium × cultorum)

## Příznaky
Na líci listů velmi nápadné, černé okrouhlé až protaženýé skvrny ohraničené listovými žilkami. Při silné infekci, zejména za chladnějšího vlhčího počasí, se skvrny mohou slévat. Pod lupou jsou v místě skvrn viditelné drobné černé plodnice se sporami houby. 

## Význam
Estetické znehodnocení.

## Ochrana rostlin

### Prevence
Vyrovnaná výživa a vhodné stanoviště pomáhá hostiteli vyrovnat se s patogenem. Napadení se další rok opakuje.

### Chemická ochrana
Discus, Delan 700WDG, Novozir NM80, Zato, Dithane M 45